# 8-ий рівень моделі OSI

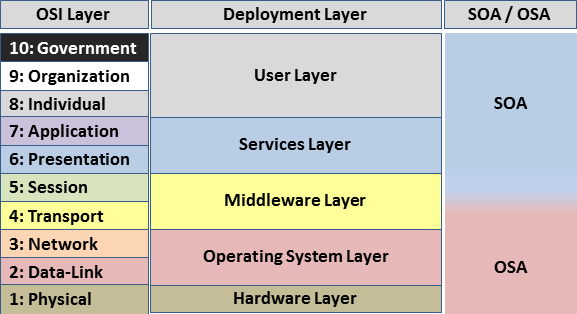
Користувальницькі рівні OSI

Layer 8 або Восьмий рівень — це рівень моделі OSI, що знаходиться на її вершині й позначає «власний» або «політичний» рівень.

## Загальні дані
Як стверджує Ян Фаркер користувацький рівень ділять на:
- Рівень 8: Індивід
- Рівень 9: Організація
- Рівень 10: Держава або правові норми.

За словами Яна Фаркера:
Як фахівці з безпеки, ми прагнули придумати керування на рівні технології. Нам найзручніше спроектувати рішення між шарами 1 і 7 стеку OSI, тобто рішення, які працюють у межах комп'ютера і не поширюються на особу за стільцем.— Ян Фаркер.
Те, що користувачі погано аналізують ризики інформаційної безпеки є банальною істиною комп'ютерної безпеки. Дозвольте навести такий приклад: Начальник наказав Бобу записати конфіденційний файл компанії на USB-накопичувач. Боб знає, що це не вітається департаментом ІТ і неясно пригадує, що десь у політиці безпеки на понад 150 сторінок, яку він прийняв, влаштувавшись на роботу, можливо навіть заборонено.

Вибір 1: Боб може відмовитись і повідомити босу, що він не може це зробити, тому що це «може» бути проти політики компанії.
Вибір 2: Боб може витратити кілька годин щоб знайти, прочитати і зрозуміти політики безпеки, застосувати їх до цієї ситуації і відмовити босу.
Вибір 3: Боб згадує, що ніколи насправді не чув щоби когось звинуватили за порушення політик, що департамент IT, імовірно, не дізнається, навіть якщо він так зробить, і що у нього є багато справ. Боб вирішує просто вчинити, як каже керівник.
За можливим винятком державних і військових/розвідувальних операцій, мало організацій вимагають застосування політик безпеки ІТ. Крім того, закони про конфіденційність праці в багатьох юрисдикціях ускладнюють оцінку дисциплінарних дій, що застосовуються проти працівників щодо порушень безпеки ІТ.

Отже, найбільший вектор ризику Боба — це розчарувати свого боса, який оцінює його роботу і може його звільнити. Обидва вибори (1) і (2) розчаровують його боса, тому (3), поза сумнівом, є раціональним вибором з точки зору Боба.— Ян Фаркер.
Політична економічна теорія підтримує те, що восьмий рівень дуже важливий для розуміння моделі OSI.
Політичні інститути, такі як мережевий нейтралітет, розподіл радіочастот і цифрова нерівність, всі види технологій включають в себе 1-7 рівні моделі OSI.
Восьмий рівень також включає в себе посилання на фізичні контролери, які містять зовнішні апаратні пристрої для взаємодії з мережею на моделі OSI. Для прикладу можна навести ALI в Profibus.

## Схожі псевдо-рівні в моделі TCP/IP
У моделі TCP/IP, чотирирівневій моделі Інтернету, п'ятий рівень аналогічно зрідка може бути охарактеризований як «політичний рівень»
(а шостий як «релігійний рівень»), як опубліковано у RFC 2321, гумористичному першоквітневому RFC, випущеному в 1998 році.

## Інші значення
Linux Gazette вів постійну колонку Layer 8 в Linux Security.
Рівні 8, 9, 10 іноді використовується для представлення індивідів, організацій і держав для користувацького рівня в сервіс-орієнтованій архітектурі.